# Valencogne
Valencogne ist eine französische Gemeinde mit 681 Einwohnern (Stand: 1. Januar 2022) im Département Isère in der Region Auvergne-Rhône-Alpes; sie gehört zum Arrondissement La Tour-du-Pin und zum Kanton Le Grand-Lemps. Die Einwohner werden Valencognards genannt.

## Geografie
Die Gemeinde Valencogne liegt  im Hügelland westlich des Chartreuse-Gebirges zwischen dem Flusstal der Bourbre und dem Lac de Paladru im Süden, etwa 35 Kilometer westsüdwestlich von Chambéry. Umgeben wird Valencogne von den Nachbargemeinden Saint-Ondras im Norden, Paladru im Osten, Le Pin im Süden und Südwesten, Val-de-Virieu mit Virieu im Südwesten sowie Chélieu und Chassignieu im Westen und Nordwesten.

## Bevölkerungsentwicklung
| Jahr                       | 1962 | 1968 | 1975 | 1982 | 1990 | 1999 | 2011 | 2021 |
| -------------------------- | ---- | ---- | ---- | ---- | ---- | ---- | ---- | ---- |
| Einwohner                  | 360  | 336  | 307  | 362  | 478  | 496  | 611  | 687  |
| Quellen: Cassini und INSEE |      |      |      |      |      |      |      |      |

## Sehenswürdigkeiten

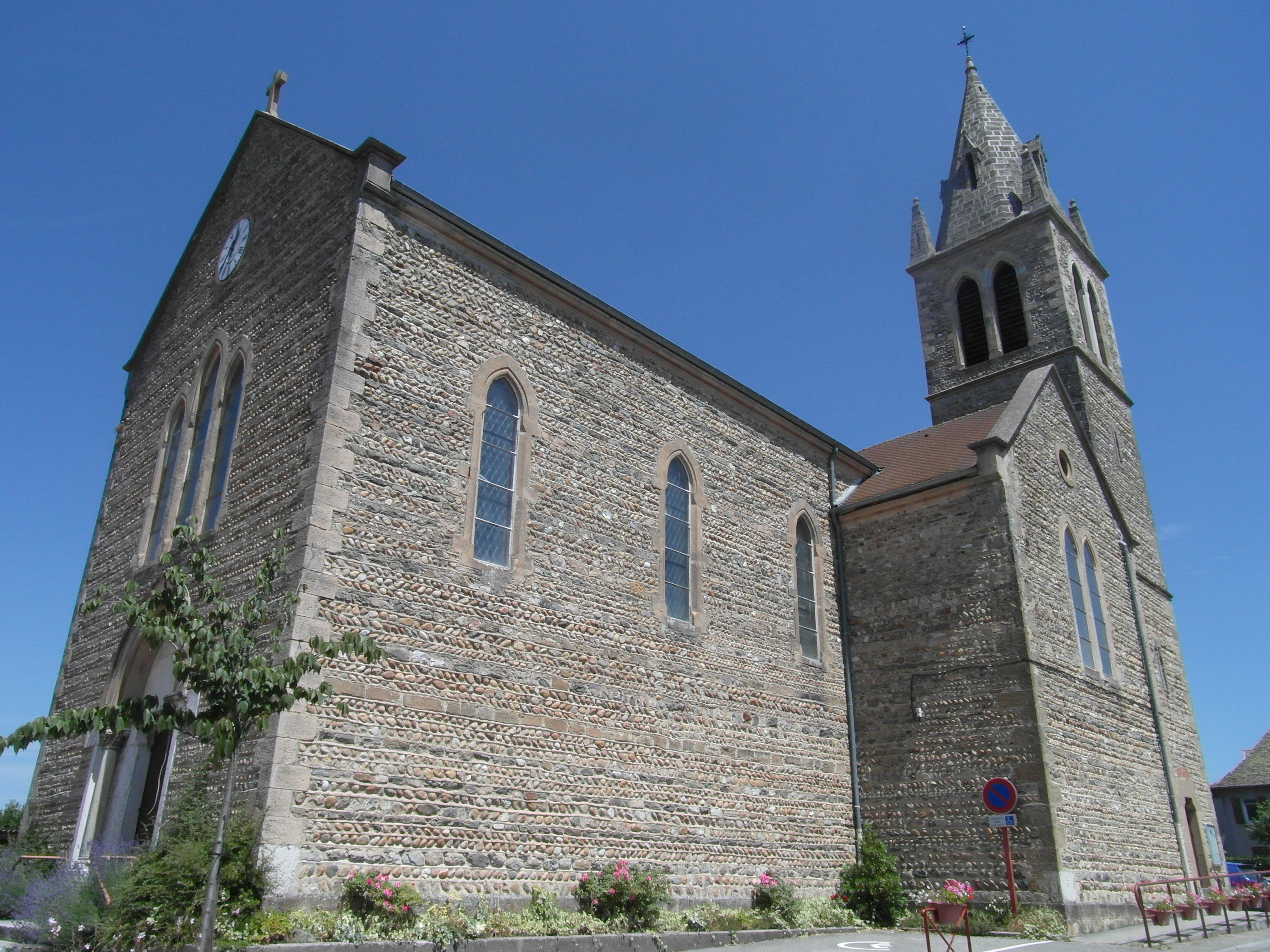
Kirche Saint-Jean-Baptiste

- Kirche Saint-Jean-Baptiste
- mehrere Flur- und Wegkreuze